# Niclas Ekberg
Niclas Ekberg (* 23. Dezember 1988 in Ystad) ist ein schwedischer Handballspieler.

## Karriere

### Verein
Der 1,91 Meter große und 96 Kilogramm schwere rechte Außenspieler stand bis zum Jahr 2010 beim schwedischen Verein Ystads IF HF unter Vertrag. Mit Ystad spielte er im EHF Challenge Cup (2009/10). Ab Sommer 2010 lief Ekberg für den dänischen Erstligisten AG København auf, mit dem er 2011 und 2012 die Meisterschaft gewann.
Nach der Insolvenz von AG København im Juli 2012 war Ekberg vertragsfrei und unterschrieb zum Beginn der Saison 2012/13 beim THW Kiel einen Vertrag bis 2015, den er 2014 bis 2018 verlängerte. Mit dem THW gewann er 2013, 2017 und 2019 den DHB-Pokal, 2013, 2014, 2015, 2020 und 2021 die deutsche Meisterschaft, 2019 den EHF-Pokal sowie 2020 die EHF Champions League. Im Final Four im Dezember 2020 erzielte er 15 Treffer und wurde mit insgesamt 85 Toren Torschützenkönig der EHF Champions League 2019/20. Am 28. März 2019 gelang ihm mit 15/6 Treffern im Spiel gegen die Eulen Ludwigshafen sein persönlicher Torrekord im THW-Dress. In der Saison 2019/20 erzielte Ekberg sein 1000. Bundesligator und löste zudem den früheren Linksaußen Nikolaj Bredahl Jacobsen (389 Siebenmeter) als Rekordsiebenmetertorschützen des THW ab. In der Saison 2020/21 überholte der Schwede in der internen ewigen Torschützenliste der Kieler Christian Zeitz (1147), Stefan Lövgren (1176), Marcus Ahlm (1204) sowie den Drittplatzierten und ehemaligen Kieler Rekordtorschützen Uwe Schwenker (1224). Zudem erzielte er am 33. Spieltag seinen 2000. Treffer insgesamt für den THW. Am 4. Spieltag der Saison 2021/22 übertraf er mit fünf Toren gegen den HC Erlangen den Zweitplatzierten der internen Torschützenliste, seinen Trainer Filip Jícha (1319 Tore). Bereits am nächsten Spieltag am 3. Oktober 2021 übertraf Ekberg mit elf Treffern beim Heimspiel gegen GWD Minden die bisherige Bestmarke von Magnus Wislander (1332) und führt seitdem die THW-Bundesliga-Torschützenliste an. Am 24. November 2021 erzielte der Schwede sieben Treffer im Champions-League-Spiel bei Aalborg Håndbold und übertraf die Bestmarke von Jicha (2125 Tore) für alle Wettbewerbe.
Nach der Saison 2023/24 kehrte er nach Schweden zurück, wo er bei Ystads IF HF einen Dreijahresvertrag unterschrieben hat.

### Nationalmannschaft
Niclas Ekberg absolvierte 218 Länderspiele für die schwedische Nationalmannschaft, in denen er 863 Treffer erzielte. Bei den Olympischen Sommerspielen 2012 in London gewann er mit Schweden die Silbermedaille und wurde mit 50 Treffern Torschützenkönig. Mit Schweden nahm er an den Olympischen Spielen 2021 in Tokio teil. Während der Europameisterschaft 2022 wurde er positiv auf COVID-19 getestet und kam erst zum Finale wieder in den Kader zurück. Im Endspiel gegen den amtierenden Europameister Spanien verwandelte Ekberg mit abgelaufener Uhr einen Siebenmeter gegen Gonzalo Pérez de Vargas zum 27:26-Sieg. Bei der Weltmeisterschaft 2023 in Schweden und Polen erreichte er mit dem Team den vierten Platz, zudem wurde er ins All-Star-Team gewählt. Im Oktober 2023 gab er das Ende seiner Länderspiellaufbahn bekannt. Zur Weltmeisterschaft 2025 kehrte er in die Nationalmannschaft zurück, warf 18 Tore in sechs Spielen und belegte mit dem Team den 14. Platz.

### Erfolge
- Schwedischer Meister 2025
- Deutscher Meister 2013, 2014, 2015, 2020, 2021 und 2023
- DHB-Supercup 2014, 2015, 2020, 2021, 2022 und 2023
- DHB-Pokal-Sieger 2013, 2017, 2019 und 2022
- Dänischer Meister 2011 und 2012
- EHF-Pokal-Sieger 2019
- EHF-Champions-League-Sieger 2020
- Silbermedaille bei den Olympischen Spielen 2012
- Torschützenkönig bei den Olympischen Spielen 2012
- Torschützenkönig der EHF Champions League 2019/20
- Schwedens Handballer der Saison 2014/15[16]
- Europameister 2022
- All-Star-Team bei der Weltmeisterschaft 2023

### Bundesligabilanz
| Saison    | Verein   | Spielklasse | Spiele | Tore | 7-Meter | Feldtore |
| --------- | -------- | ----------- | ------ | ---- | ------- | -------- |
| 2012/13   | THW Kiel | Bundesliga  | 031    | 094  | 036     | 058      |
| 2013/14   | THW Kiel | Bundesliga  | 034    | 098  | 019     | 079      |
| 2014/15   | THW Kiel | Bundesliga  | 036    | 103  | 05      | 98       |
| 2015/16   | THW Kiel | Bundesliga  | 030    | 140  | 038     | 0102     |
| 2016/17   | THW Kiel | Bundesliga  | 031    | 137  | 041     | 096      |
| 2017/18   | THW Kiel | Bundesliga  | 034    | 171  | 084     | 087      |
| 2018/19   | THW Kiel | Bundesliga  | 033    | 187  | 089     | 098      |
| 2019/20   | THW Kiel | Bundesliga  | 026    | 164  | 104     | 060      |
| 2020/21   | THW Kiel | Bundesliga  | 033    | 205  | 098     | 107      |
| 2021/22   | THW Kiel | Bundesliga  | 034    | 189  | 099     | 090      |
| 2022/23   | THW Kiel | Bundesliga  | 032    | 137  | 073     | 064      |
| 2023/24   | THW Kiel | Bundesliga  | 034    | 151  | 062     | 089      |
| 2012–2024 | gesamt   | Bundesliga  | 388    | 1776 | 748     | 1028     |

Quelle: Spielerprofil bei der Handball-Bundesliga